# Big Five

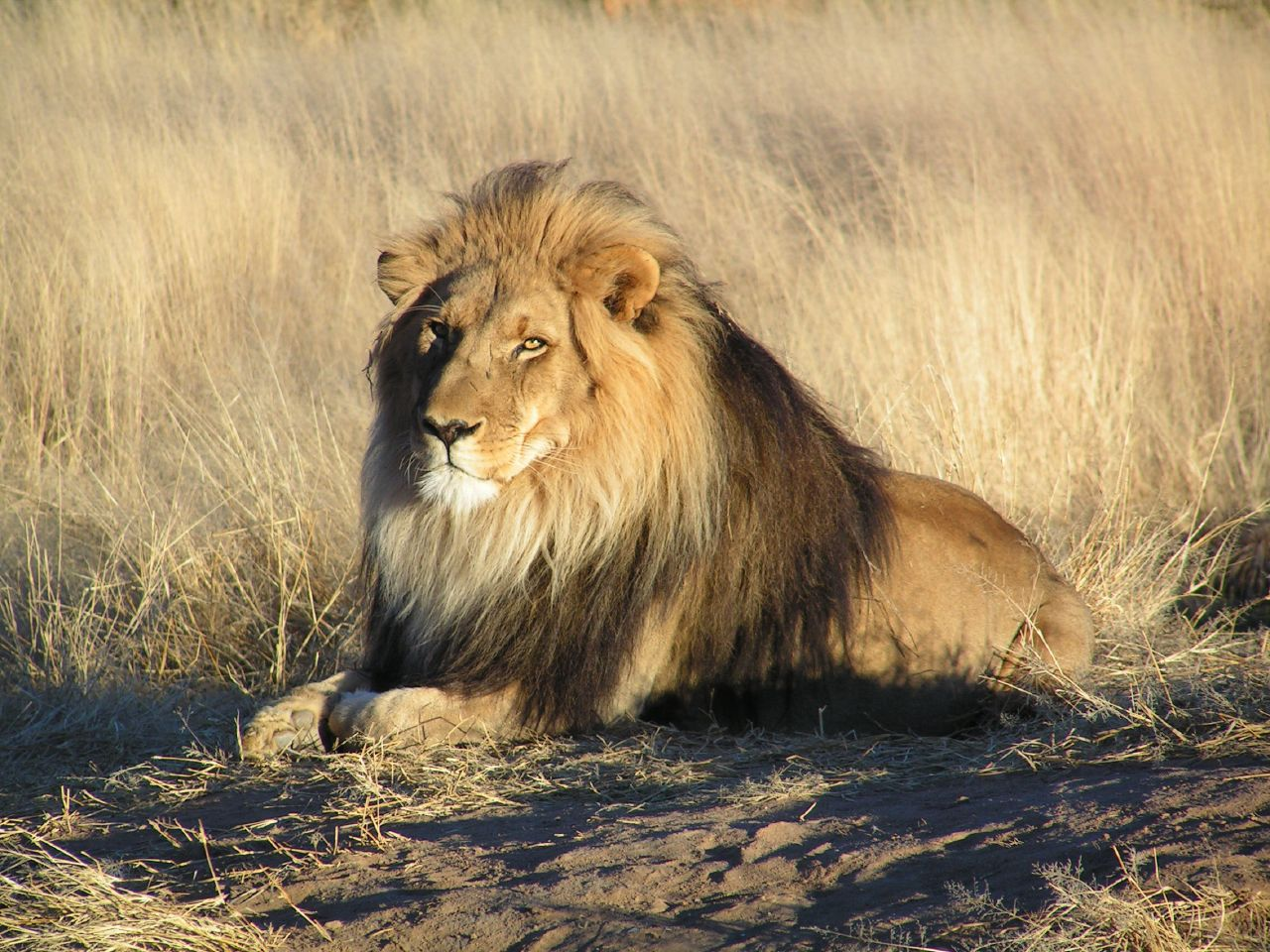
Leão (Panthera leo)

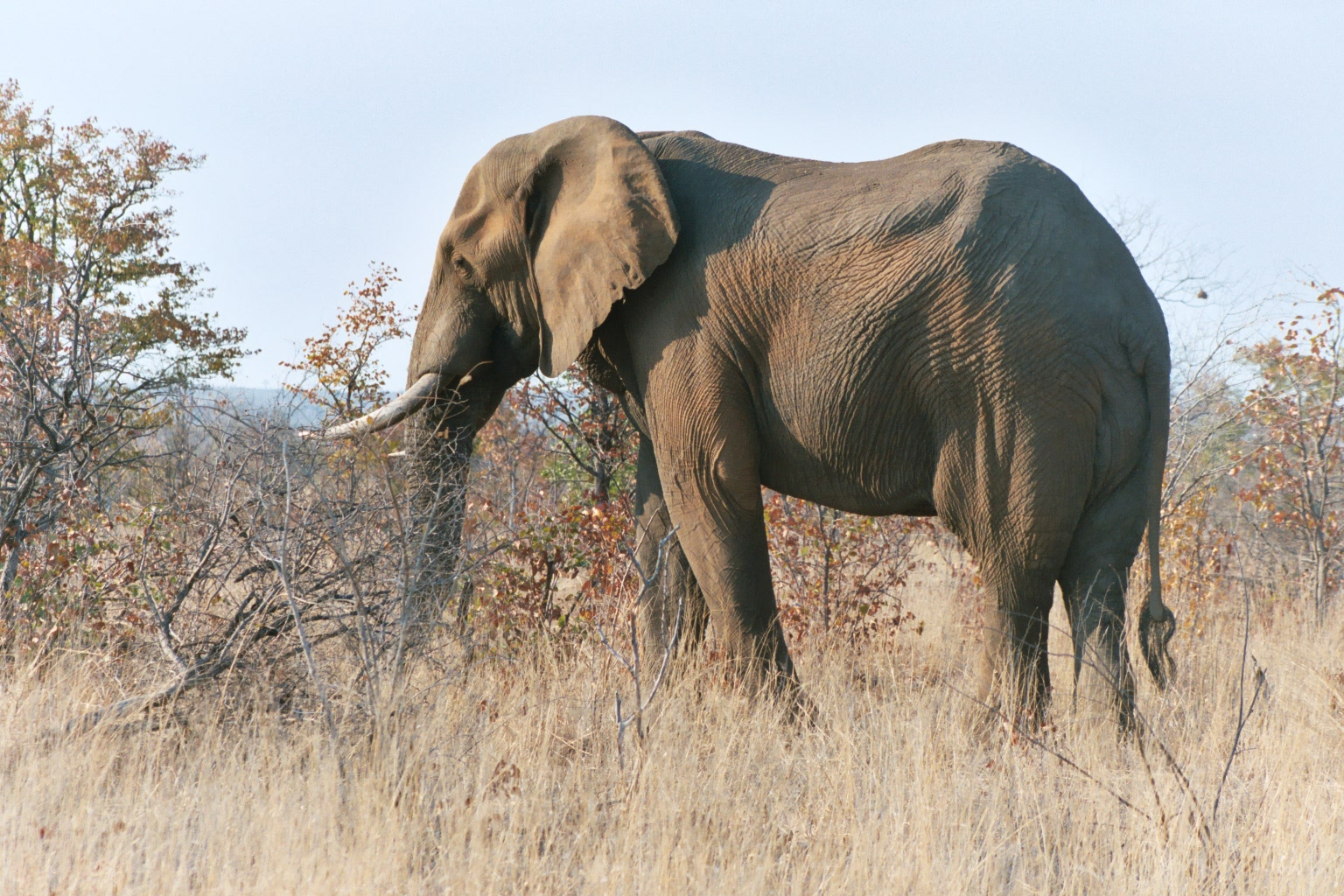
Elefante (Loxodonta africana)

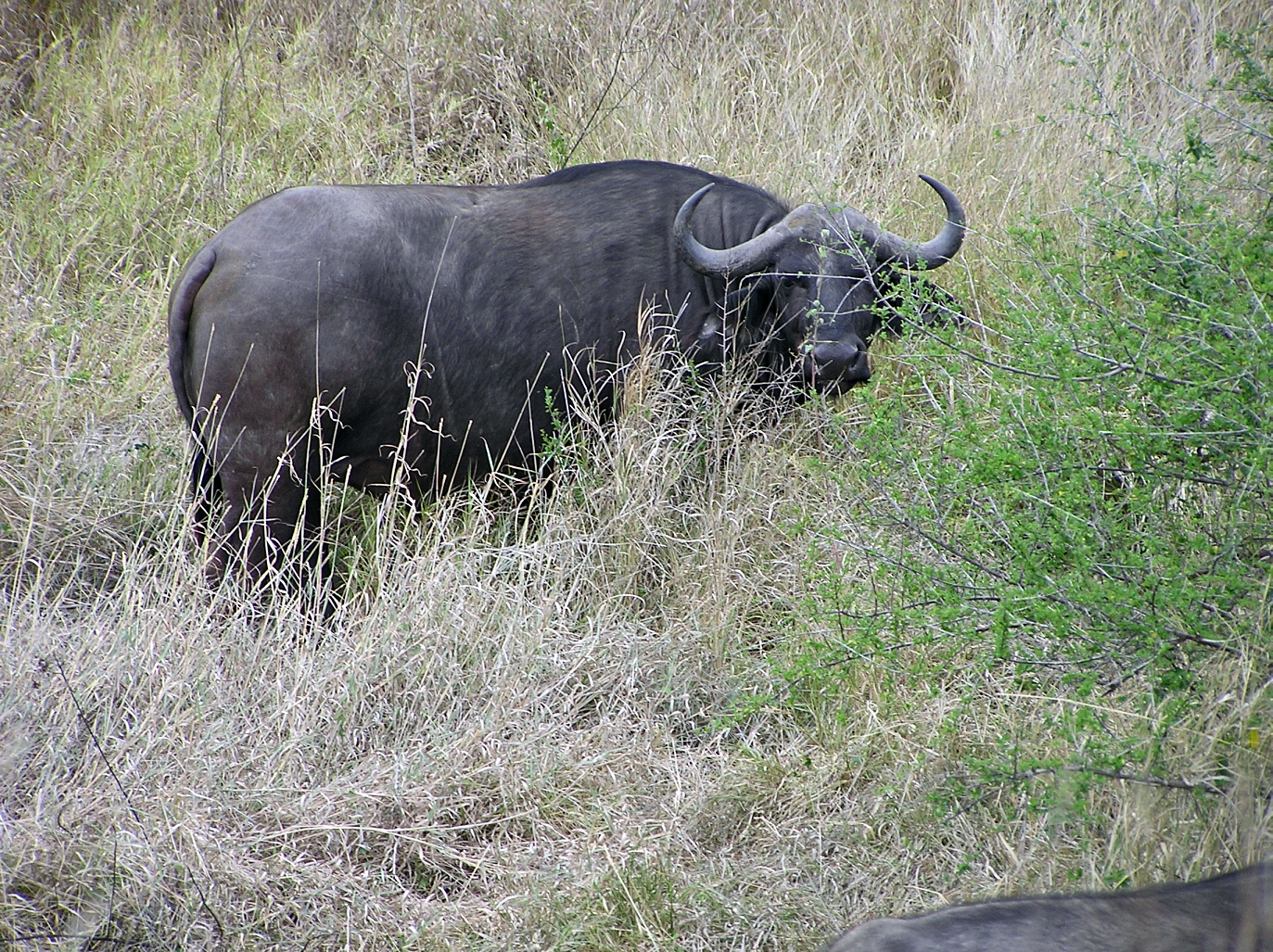
Búfalo-africano (Syncerus caffer)

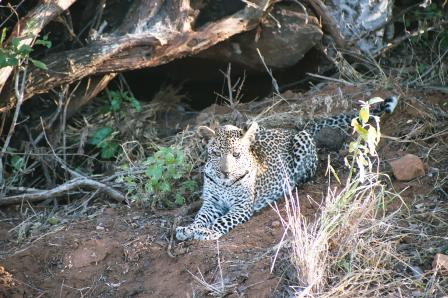
Leopardo (Panthera pardus)

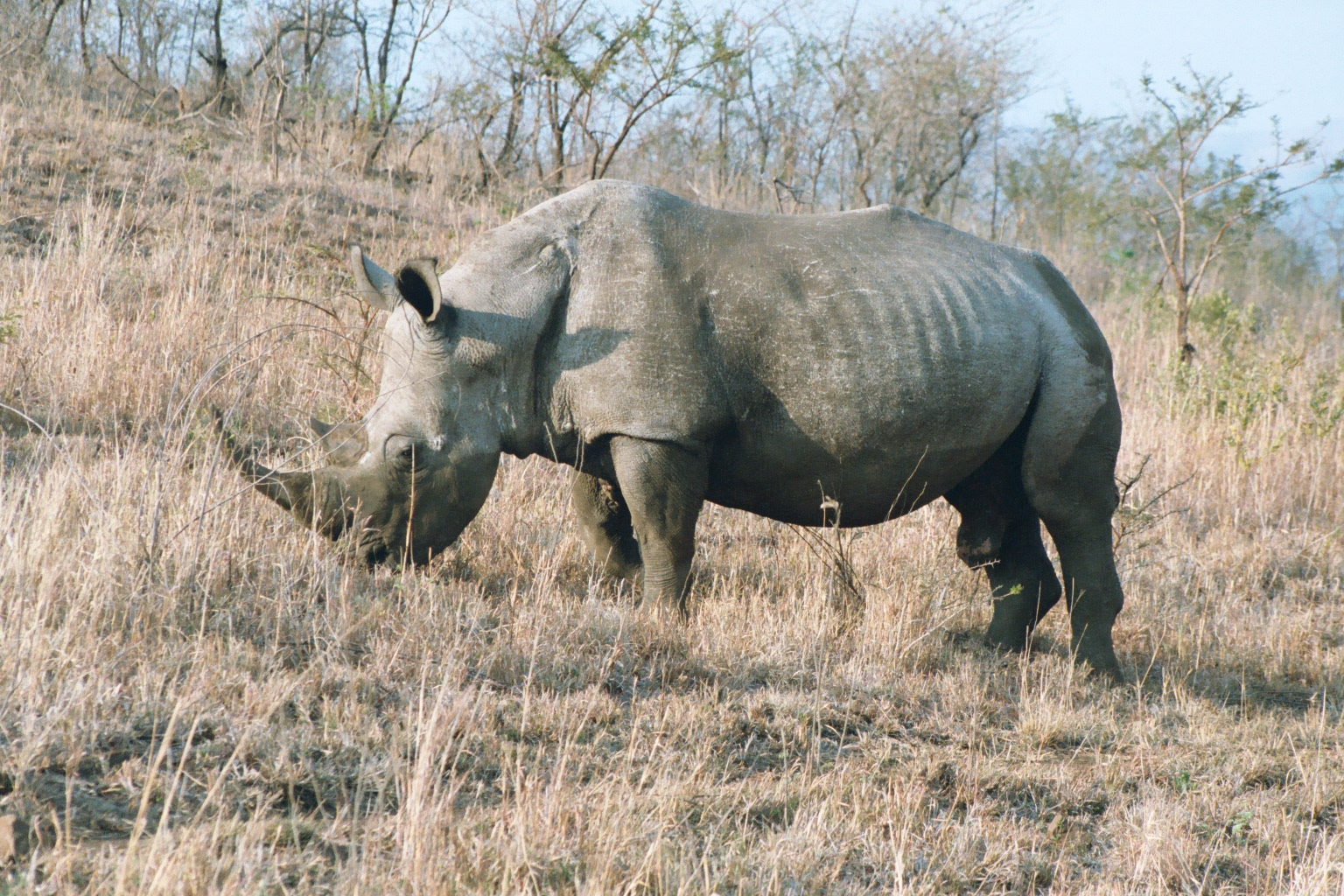
Rinoceronte-branco (Ceratotherium simum)

Os Cinco Grandes, tradução dos termos ingleses Big Five game ("Cinco Grande presas") ou simplesmente Big Five se referem aos cinco mamíferos selvagens de grande porte mais difíceis de serem caçados pelo homem.
A expressão é ainda usada nos safáris de observação, pelos guias locais, quando se referem à fauna selvagem da região da savana.
O grupo consiste do leão, do elefante africano, do búfalo-africano, do leopardo e do rinoceronte.
O nome de big five foi escolhido pela dificuldade de serem caçados e não pelo tamanho, por este motivo o leopardo encontra-se na lista e o hipopótamo não.
Os big five estão entre os mamíferos selvagens mais perigosos:
- O leão (Panthera leo) é um grande carnívoro felino da África e nordeste da Índia, possuindo um pelo curto, cauda e o leão macho possui uma juba característica ao redor do pescoço e ombros.[4][5][6]
- O elefante africano é um grande herbívoro possuindo uma pele grossa e quase sem pelos, uma tromba longa e flexível, corpo característico com o tronco forte e pesado, dois incisivos superiores longos e curvos de marfim, orelhas grandes de abano. Existem duas espécies distintas de elefantes: elefante africano da floresta (Loxodonta cyclotis) e o elefante africano da savana (Loxodonta africana).[7]
- O búfalo-africano ou búfalo-do-cabo (Syncerus caffer) é um grande bovino ruminante. É considerado o mais perigoso dos Big Five pelos relatos de ataques e mortes de caçadores.[8][9][10]
- O leopardo (Panthera pardus) é um carnívoro felino que possui tipicamente pelo dourado-alaranjado marcado por rosetas negras. O leopardo é talvez o animal mais difícil de ser caçado, pelo seu comportamento e hábitos noturnos de alimentação.
- O rinoceronte (Diceros bicornis) é um grande mamífero herbívoro de pele grossa e encouraçada, podendo possuir 1 ou 2 chifres na frente da cabeça. O termo "rinoceronte", na África, se refere à duas espécies: rinoceronte branco (Ceratotherium simum) e rinoceronte negro (Diceros bicornis). O rinoceronte negro, mais raro e extremamente ameaçado de extinção, não é mais geralmente considerado nesta classificação por questões legais e éticas.[11]

## Estado de conservação
Também pela caça excessiva, os Big Five da África se tornaram grandes preocupações para os conservadores da vida selvagem nos últimos anos. O leão, o leopardo e o elefante africano são todos classificados como vulneráveis. O rinoceronte-branco-meridional é classificado como quase ameaçado, enquanto o rinoceronte-negro é classificado como criticamente ameaçado, de modo que caçá-lo é bastante restrito para o último. O búfalo africano é o animal de caça mais popular dos cinco grandes, já que seu estado de conservação é o menos preocupante, mas está experimentando um declínio populacional em áreas não controladas devido à caça furtiva e à urbanização.